# Johann Ulrich Duerst
Johann Ulrich Duerst (né le 4 octobre 1876 à Cologne et décédé le 7 octobre 1950 à Ins) est un docteur en zoologie suisse, auteur de nombreux travaux de recherche concernant les bovins et les équidés préhistoriques.